# 매드 사이언티스트

남성, 노안, 헝클어진 머리, 위험한 눈빛, 실험기구. 스테레오타입의 미친 과학자의 캐리커처

매드 사이언티스트(Mad scientist)는 픽션에 등장하는 고정인물 중 하나이다.

## 개요
SF 작품이나 만화 · 애니메이션 · 게임 등 소설 작품에 대해 박사나 닥터라는 호칭으로 불리며 과학 지식과 기술 등을 상식을 벗어나게 구사하는 과학자로 등장한다. 우수한 두뇌를 가지고 있지만 종종 이해하기 어려운 가치관과 세계 정복과 같은 욕망을 가진다. 이런 인물이 로봇, 인조 인간 등을 개발하고 혼란을 일으키는 인물로 묘사되는 경우가 많다. 악역인 경우가 많지만, 코미디 캐릭터로 등장하며 종종 주인공의 동료나, 주인공 자신으로 그려지는 경우도 있다.

## 매드 사이언티스트 캐릭터 목록
- 나루토 - 오로치마루
- 록맨 X 시리즈 - 게이트, 메탈샤크 플레이어
- 마블 코믹스 - 닥터 둠, 닥터 옥토퍼스, 미스터 시니스터
- 블리치 - 쿠로츠치 마유리
- 소닉 더 헤지호그 - 닥터 에그맨
- 스폰지밥 네모바지 - 플랑크톤
- 원피스 - 시저 클라운, 빈스모크 저지
- 유유백서 - 닥터 이치가키
- 드래곤볼 - 닥터 게로
- 빅뱅이론 - 쉘든
- 진격의거인 - 한지 조에

## 같이 보기
- 파우스트
- 변두리 과학